# Неизвестный по имени царь Харакены (II век, «греческая серия»)
Неизвестный по имени царь Харакены («греческая серия») — правитель Харакены во II веке.
О правившем во II веке неизвестном по имени царе Харакены известно из обнаруженного нумизматического материала с неразборчивой легендой на греческом языке. Его выпуск исследователи относят к периоду после чеканки в 111/112 — 112/113 годах монет Теонесия IV — вероятно, по замечанию Р. Е. Варданяна, к середине второго десятилетия II века. Бронзовые тетрадрахмы этого неизвестного правителя Харакены являются последними из «греческой серии», имея при этом существенные отличия от прежнего эталона. Так, ранее головы царей изображались до плеч, теперь же присутствует погрудный (неполный) портрет; произошли изменения в причёске. Последующие харакенские монеты имеют надписи уже на арамейском языке.